# المركز الدولي لعلوم الفيزياء الفلكية النسبية
المركز الدولي لعلم الفيزياء الفلكية النسبية، والذي يُدعى بالإنجليزية ICRA اختصاراً، هو معهد أبحاث دولي للفيزياء الفلكية النسبية والمجالات المتعلقة بها. ويضم 7 جامعاتٍ و4 منظمات حول العالم. أما موقع المركز فهو مدينة روما الإيطالية.
أُنشأ المركز الدولي لعلوم الفيزياء الفلكية النسبية ICRA عام 1985 من طرف ريمو روفيني (جامعة روما سابينزا) وريكاردو جياكوني (الحائز على جائزة نوبل في الفيزياء عام 2002) ومحمد عبد السلام (الحائز على جائزة نوبل في الفيزياء عام 1979) وبول بوينتن (جامعة واشنطن) وجورج كوين (الرئيس السابق للمرقب الفلكي الفاتيكاني) وفرانسيس إيفيريت (جامعة ستانفورد) وفانغ لي تشي (جامعة العلوم والتكنولوجيا في الصين). وأصبح المركز هيئة رسمية في عام 1991 عن طريق مرسوم وزاري أصدرته وزارة التربية والجامعات والبحوث في الثاني والعشرين من شهر تشرين الثاني عام 1991.
يقع المركز الدولي لعلوم الفيزياء الفلكية النسبية في مبنى قسم الفيزياء في الحرم الجامعي الرئيسي لجامعة روما سابينزا.
وفي عام 2005، كان المركز مسؤولاً عن تأسيس ICRANet، أو شبكة المركز الدولي لعلوم الفيزياء الفلكية النسبي. حيث استمرت الأنشطة الوطنية الإيطالية للبحث والتدريس في المركز، بينما أصبحت الأنشطة الدولية والتنسيق في ICRANet في بيسكارا.

## الهيكل التنظيمي
الرئيس: ريمو روفيني
مجلس المركز الدولي لعلوم الفيزياء الفلكية النسبية:
باولو دي برنانديس من جامعة روما سابينزا
فرانسيس إيفيريت من جامعة ستانفورد
خوسي غابريل فونيس من المرقب الفلكي الفاتيكاني
ريمو روفيني من شبكة المركز الدولي لعلوم الفيزياء الفلكية النسبية
روبرت ويليامز من معهد مراصد علوم الفضاء

## المؤسسات والمعاهد التابعة للمركز
جامعة روما سابينزا (إيطاليا)
معهد مراصد علوم الفضاء (بالتيمور، ولاية ماريلاند، الولايات المتحدة الأميركية)
المركز الدولي للفيزياء النظرية ICTP (ترييستي، إيطاليا)
الأكاديمية الدولية للعلوم TWAS (ترييستي، إيطاليا)
المرقب الفلكي الفاتيكاني (قلعة غاندولفو، مدينة الفاتيكان)
جامعة ستانفورد (ستانفورد، ولاية كاليفورنيا، الولايات المتحدة الأميركية)
جامعة واشنطن (سياتل، الولايات المتحدة الأميركية)
جامعة خُفي (الصين)
جامعة أوديني (إيطاليا)
جامعة إنسوبريا (إيطاليا)

## نشاطات أخرى

### اجتماعات ينظمها المركز

#### اجتماعات مارسيل غروسمان
مما لا شك فيه أن معادلات النسبية العامة ناتجة عن الحدس الخارق للعالم أينشتاين، استناداً، من الناحية الرياضية، على أعمال غريغوري ريتشي كورباسترو وتوليو ليفي سيفيتا من جامعة بادوا وجامعة روما سابينزا.
كان لمارسيل غروسمان من جامعة زيوريخ دور كبير في هذا العمل، باعتباره مقرباً من أينشتاين، وبسبب معرفته العميقة بخصوص المدرسة الإيطالية للهندسة.
قام ريمو روفيني ومحمد عبد السلام بإنشاء ما يُعرف باجتماعات مارسيل غروسمان عام 1975، تقديراً لأهمية التعاون المشترك بين الفيزياء والرياضيات، واحتفالاً بذلك الحدث التاريخي. وكان موضوع الاجتماعات هو التطورات الحديثة في النسبية العامة النظرية والتجريبية، والجاذبية، ونظريات الحقول النسبية. وتحدث هذه اللقاءات كل 3 سنوات في دول مختلفة من العالم. حيث عُقد الاجتماع الأول والثاني في عام 1975 وعام 1979 على التوالي في ترييستي الإيطالية. بينما عقد الاجتماع الثالث عام 1982 في شنغهاي، والرابع في روما عام 1985، والخامس في بيرث عام 1988، والسادس في كيوتو عام 1991ـ والسابع في ستانفورد عام 1994، والثامن في القدس عام 1997، والتاسع في روما عام 2000، والعاشر في ريو دي جانيرو عام 2003، والاجتماع الحادي العشر في برلين عام 2006، والثاني عشر في باريس عام 2009، والثالث عشر في ستوكهولم عام 2012، والرابع عشر في روما عام 2015.

#### الاجتماعات الكورية الإيطالية حول علوم الفيزياء الفلكية النسبية
الندوات الدراسية الكورية الإيطالية حول علوم الفيزياء الفلكية هي مجموعة من اللقاءات الثناية والتي تنظم بالتناوب في كل من إيطاليا وكوريا منذ عام 1987. والهدف منها هو التشجيع على تبادل المعلومات، والتعاون بين علماء الفيزياء الفلكية من إيطاليا وكوريا، ومناقشة القضايا الجديدة في مجال علوم الفيزياء الفلكية النسبية.
تتناول هذه الندوات مواضيع في علوم الفيزياء الفلكية وعلم الكونيات، كانفجارات أشعة غاما والنجوم المنضغطة والأشعة الكونية عالية الطاقة والمادة والطاقة المظلمتين، بالإضافة إلى النسبية العامة والثقوب السوداء والمواضيع الفيزيائية الجديدة المتعلقة بعلم الكونيات.